# Буто (танец)
Буто (яп. 舞踏, буто:) — авангардный стиль современного танца, возникший в Японии после второй мировой войны, в котором акцент делается не на форме, а на способах движения, с попыткой танцора отстраниться от социальной стороны своей личности, корнями уходящий в немецкий экспрессионистский танец.
Основателями буто являются Тацуми Хидзиката и Кадзуо Оно. Первую постановку в стиле буто в 1959 году осуществил Хидзиката по роману Юкио Мисимы «Запретные цвета».

## Происхождение
Своим возникновением буто обязано начавшейся в 1961 году деятельности коллектива под руководством хореографа Тацуми Хидзиката, называвшегося «Танец тьмы» (яп. 暗黒舞踏派 Анкоку буто: ха). Со следующего 1962 года в совместной работе нескольких авангардных японских групп начал формироваться специфический стиль буто, объединивший хореографов, музыкантов, кинематографистов, фотографов и представителей других творческих профессий. Несмотря на то, что объединение распалось после состоявшегося в июле 1966 года прощального выступления, собственно хореографическая его составляющая во главе с Хидзиката продолжила активную деятельность, не прекратившуюся даже после смерти своего основателя в 1986 году. Сейчас данное направление современного танца широко известно прежде всего под названием «буто», а не под первоначальным «анкоку-буто».

## История
В числе оказавшего большое влияние на зарождение буто была немецкая хореография «Der Neue Tanz». Так, после прохождения обучения в Германии в школе танца модерн Мэри Вигман и возвращения в Японию супружеская пара Такая Эгути и Соко Мия открыла собственную школу, куда поступил позднее ставший одним из основателей буто Кадзуо Оно. Прозанимавшись некоторое время у Эгути и Мия, Оно, чувствуя неудовлетворённость от господства в школе западноевропейских хореографических доктрин, покинул её в поисках собственного стиля. В противовес обращённой пируэтами, прыжками и другими приёмами в «мир небожителей» традиции классического балета, Оно стал подчёркивать потусторонность танца, его направленность к полу и земле в низком приседе, кривоногости и др. Глубоко проникнувшись идеями Оно, Хидзиката основал группу «Анкоку-буто». На формирование буто также повлияла эстетика дадаизма, который в молодости находили для себя близким и Оно, и Хидзиката.
Вступив в танцевальный мир своего времени, буто породило много споров. Завоевав расположение видных литераторов Японии той эпохи (в их числе Икуя Като, Тацухико Сибусава,Сюдзо Такигути, Ютака Хания и Юкио Мисима) вплоть до того, что некоторые из них лично принимали участие в постановках Татцуми Хидзиката, буто тем не менее осталось маргинальным феноменом для ортодоксальной хореографии, получив там статус ереси и объекта насмешек, а для большинства зрителей свелось к набору стереотипов: бритые наголо люди, белый грим, обнажённые тела, дикость, мутировавший в Японии вид танца модерн 1960-х годов, псевдо-искусство не владеющих элементарной техникой дилетантов. В последние годы, впрочем, буто получило распространение и было высоко оценено прежде всего в Западной Европе (под названием «BUTOH»).

## Внешний вид артистов буто
Стереотипное представление о внешнем виде артистов буто сводится, как правило, к бритой голове и белому гриму. 
Однако ни то, ни другое не является обязательным. Существенным можно считать лишь то, в какой степени исполнение соответствует философии и эстетике буто.

## Эстетика и философия буто
Эстетика буто, обращающегося к специфически японской телесности кривых и коротких ног и стремящегося вернуться в лоно японской же традиции в духе кагура, но и кабуки для того, чтобы порвать с навязанной извне дихотомией центра и периферии, где под влиянием современной западноевропейской хореографии японскому уделялось место последнего, с трудом поддаётся простому и внятному описанию. В буто нет прыжков, подскоков, вращений. Подчас вообще нет никаких движений — простое сохранение положения, стойка или присед безо всякого видимого намерения когда-нибудь снова встать. Философия буто связана с эзотерическими направлениями буддизма, и истинный смысл танца всегда будет скрыт от непосвящённых. Существует расхожее мнение, что немалое влияние на буто оказали и последствия атомных взрывов в Хиросиме и Нагасаки, но на самом деле это не так. Акцент в буто сделан на теле как таковом. Искажённая, рассеянная пластика, движения, будто бы распадающиеся в пространстве, — в основе техники буто. А в нарочитой замедленности, во внутренней сосредоточенности и в спокойной созерцательности угадываются более древние истоки, идущие от театра Но и трехстиший хокку. Танцор буто, как и старинный японский поэт, стремится к слиянию с природой, апеллируя не к рассудку, а к чувствам зрителя. Тело босоногие импровизаторы уподобляют сосуду, который надо опустошить, освободить от всего личного, чтобы наполнить чем-то чужим, инородным, будь то дух дерева, сухого листа или старой женщины. Красота тела уже не имеет никакого значения.
Таким образом, одной из оказавшихся плодотворными идей, заложенных в буто, стало переопределение танца с простого искусства движения до манифестации ощущения сущности собственного тела. Поэтому ритм движений в буто определяется не механически, а отталкиваясь от определённых слов и образов, представленных через новаторский подход Хидзиката к нотации танца, получивший название «буто-фу» (яп. 舞踏譜).
Можно привести следующие примеры «буто-фу»: «Стань плавающей в твоей утробе камбалой», «Представь, что твоя голова увеличилась в десять раз», «Выражай себя только так, как если бы ты шёл прямо по слову „ностальгия“», «Ты, в окружении собравшейся в полном составе семьи, смотришь на фейерверк» и др. Напоминая используемые в дзэн-буддизме мондо, «буто-фу» служат для актёра импульсом к импровизации движений, своей индивидуальностью определяя специфику буто как такового. Естественно, что существующие приёмы классического балета, как впрочем и спортивной гимнастики, неприемлемы при реакции актёра на «буто-фу», поэтому ему приходится во многом идти на ощупь, создавая танец. При этом какой-то минимум стандартизации всё же существует: известно, что Хидзиката собрал набор телесных «откликов» на определённые слова. «Нотация» буто не ограничивается словесным описанием, так как в этих целях широко используются картины и любые объекты вообще. Хидзиката  особенно часто обращался к картинам Фрэнсиса Бэкона.
Специфический метод, посредством которого Хидзиката пытался обрести синтез человеческого тела и воображения, позднее проник во многие элементы современной хореографии.

## Этапы эволюции буто
- Классическое буто (первое поколение)
  - Основные представители: Тацуми Хидзиката, Юкио Вагури, труппы «Дайракудакан», «Хакутобо» и др.
  - Отличительные черты: подчёркнутая анти-техничность и протест против норм, гротеск, эстетика Хидзиката.
- Современное буто (второе поколение)
  - Основные представители: труппы «Санкай Дзюку» (руководитель Усио Амагацу), «Бяккося» и др.
  - Отличительные черты: избавление от специфически японских черт, унаследованных от первого поколения из-за того, что идеи Хидзиката о «японском теле» привели к восприятию буто как японской экзотики, вместо желаемого вторым поколением широкого распространения искусства буто.
- Пост-модернистское буто (третье поколение)
  - Основные представители: Сабуро Тэсигавара, Сэцуко Ямада, Ким Ито и др.
  - Отличительные черты: наряду с сохранением многих идей буто, присутствуют многочисленные отклонения от «канона»; рассматривается как одно из течений современного танца.

Если первое и второе поколения актёров буто использовали белый грим, то начиная с третьего — эта традиция была утрачена. При этом в 1980-х ещё не нашедшее собственного стиля третье поколение некоторое время по традиции пользовалось гримом.
- Пост-буто (четвёртое поколение)
  - Основные представители: Юкио Судзуки, Цуёси Сирай, Кая Охаси, труппы «SALVANILA», «Бивакэй», театр ИнЖест и др.
  - Отличительные черты: по сути представляет собой современный танец, воспринявший элементы «классического» буто. Нельзя однозначно провести чёткую границу между четвёртым и третьим поколением, однако собственно буто четвёртое поколение назвать уже сложно.